# Polyzoa reticulata
Polyzoa reticulata är en sjöpungsart som först beskrevs av William Abbott Herdman 1886.  Polyzoa reticulata ingår i släktet Polyzoa och familjen Styelidae.
Artens utbredningsområde är Södra Ishavet. Inga underarter finns listade i Catalogue of Life.